# Dagermāndaraq
Dagermāndaraq (persiska: دگرماندرق) är en ort i Iran.   Den ligger i provinsen Ardabil, i den nordvästra delen av landet, 400 km nordväst om huvudstaden Teheran. Dagermāndaraq ligger 1 325 meter över havet och antalet invånare är 518.
Terrängen runt Dagermāndaraq är varierad. Runt Dagermāndaraq är det ganska tätbefolkat, med 139 invånare per kvadratkilometer. Närmaste större samhälle är Ābī Beyglū, 5,6 km söder om Dagermāndaraq. Trakten runt Dagermāndaraq består till största delen av jordbruksmark.